# Malacoctenus tetranemus
Malacoctenus tetranemus är en fiskart som först beskrevs av Cope, 1877.  Malacoctenus tetranemus ingår i släktet Malacoctenus och familjen Labrisomidae. IUCN kategoriserar arten globalt som livskraftig. Inga underarter finns listade i Catalogue of Life.